# فلويد كاري
فلويد كاري هو لاعب هوكي الجليد كندي، ولد في 11 أغسطس 1925 في Chapleau, Ontario ‏ في كندا، وتوفي في 16 سبتمبر 2006 في مونتريال في كندا.

## وصلات خارجية
- فلويد كاري على موقع دوري الهوكي الوطني (الإنجليزية)
- فلويد كاري على موقع قاعة مشاهير الهوكي (لاعب أن.إتش.أل) (الإنجليزية)
- فلويد كاري على موقع EliteProspects.com (الإنجليزية)
- فلويد كاري على موقع HockeyDB.com (الإنجليزية)
- فلويد كاري على موقع Hockey-Reference.com (الإنجليزية)